# Циемупе
Цие́мупе (латыш. Ciemupe) — населённый пункт в Огрском крае Латвии. Входит в состав Огресгальской волости. Находится на правом берегу Даугавы у автодороги A6. Расстояние до города Огре составляет 4 км.
По данным на 2018 год, в населённом пункте проживало 1044 человека. Есть народный дом, библиотека, кафе «Дакота», автосервис, несколько небольших компаний, платформа Циемупе на железнодорожной линии Рига — Крустпилс.

## История
В советское время населённый пункт входил в состав Огресгалского сельсовета Огрского района. В селе располагалась центральная усадьба колхоза «Копдарбс».

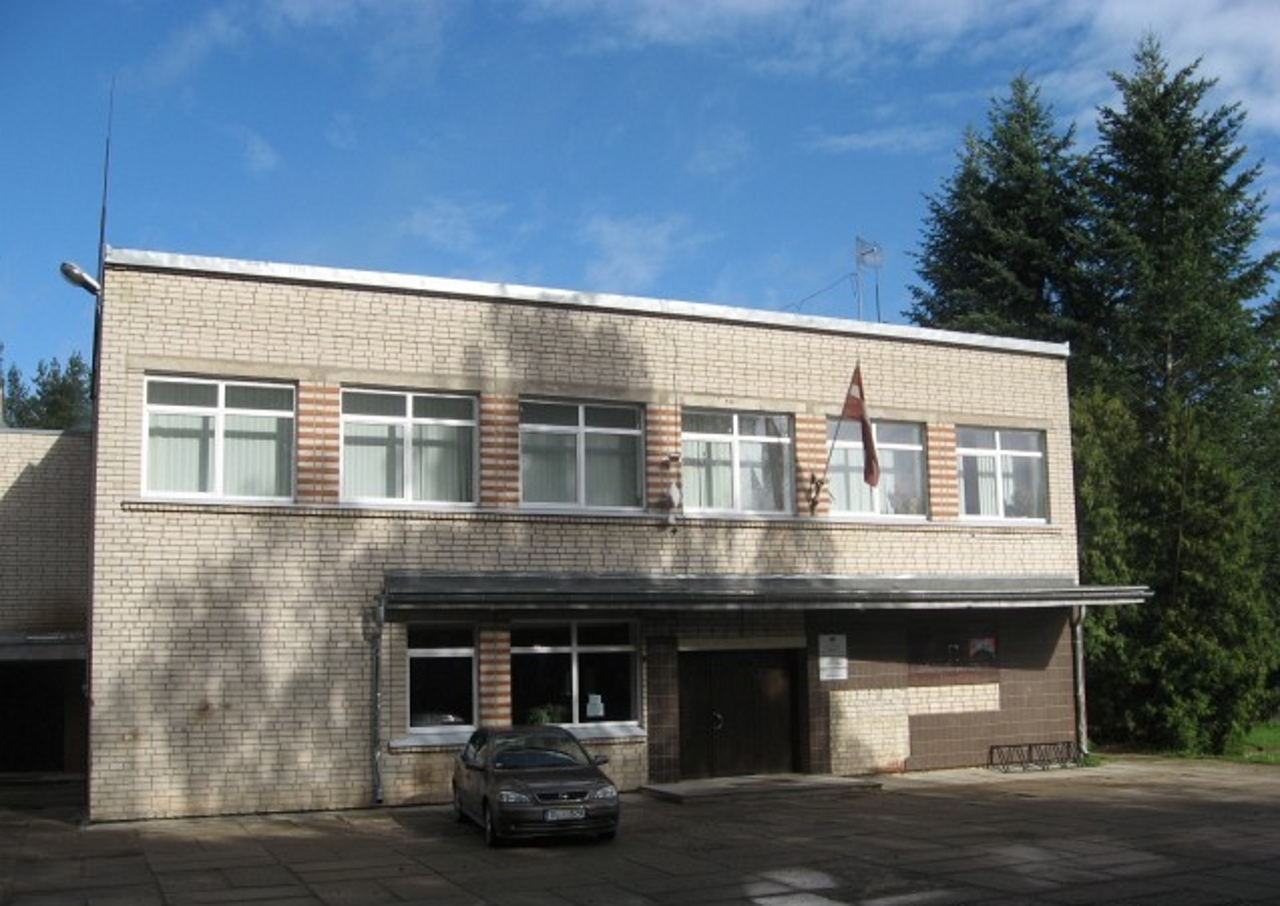
Народный дом и библиотека
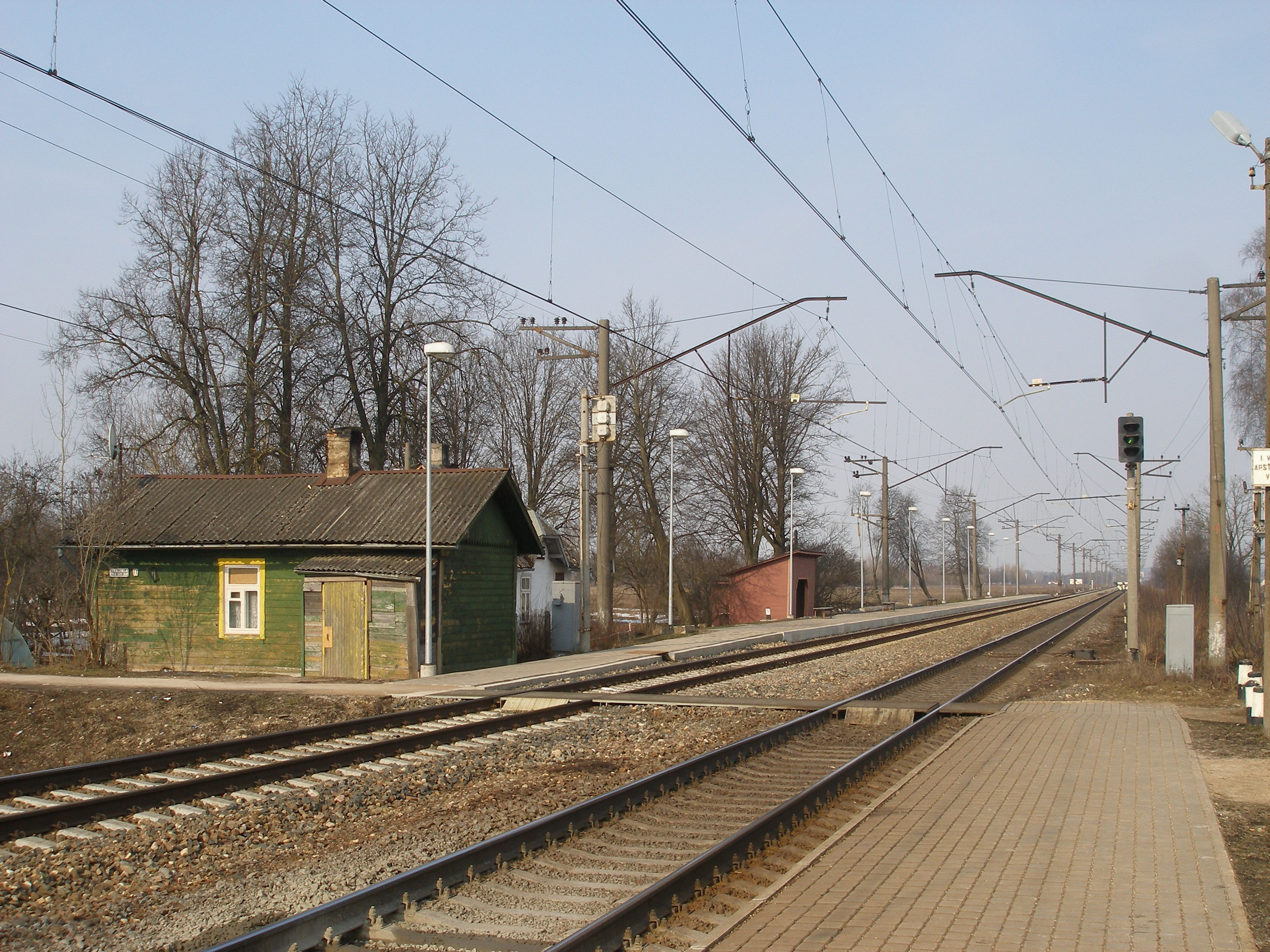
Платформа Циемупе